# Фауна Зімбабве
Фауна Зімбабве — всі види тварин, які мешкають в Зімбабве.
В річці Замбезі живе декілька сотень видів прісноводних риб, деякі з них ендемічні. Річкову екосистему поділяє навпіл водоспад Вікторія; лише декілька видів риб зустрічається як вище, так і нижче водоспаду, серед них — терапон і лящ. Для верхньої Замбезі характерні щучки та соми, в нижній частині промислове значення мають цихліди, яких ловлять для їжі.
В Замбезі та деяких її притоках зустрічається шестизяброва акула (Hexanchus griseus), яку також іноді називають замбезійською. Звичайно вона населяє морські узбережні води, але відома своєю звичкою заходити далеко вглиб континенту вдовж річок, зокрема Замбезі та її приток. Ця акула відрізняється великою агресивністю, відомі випадки нападу її на людей.

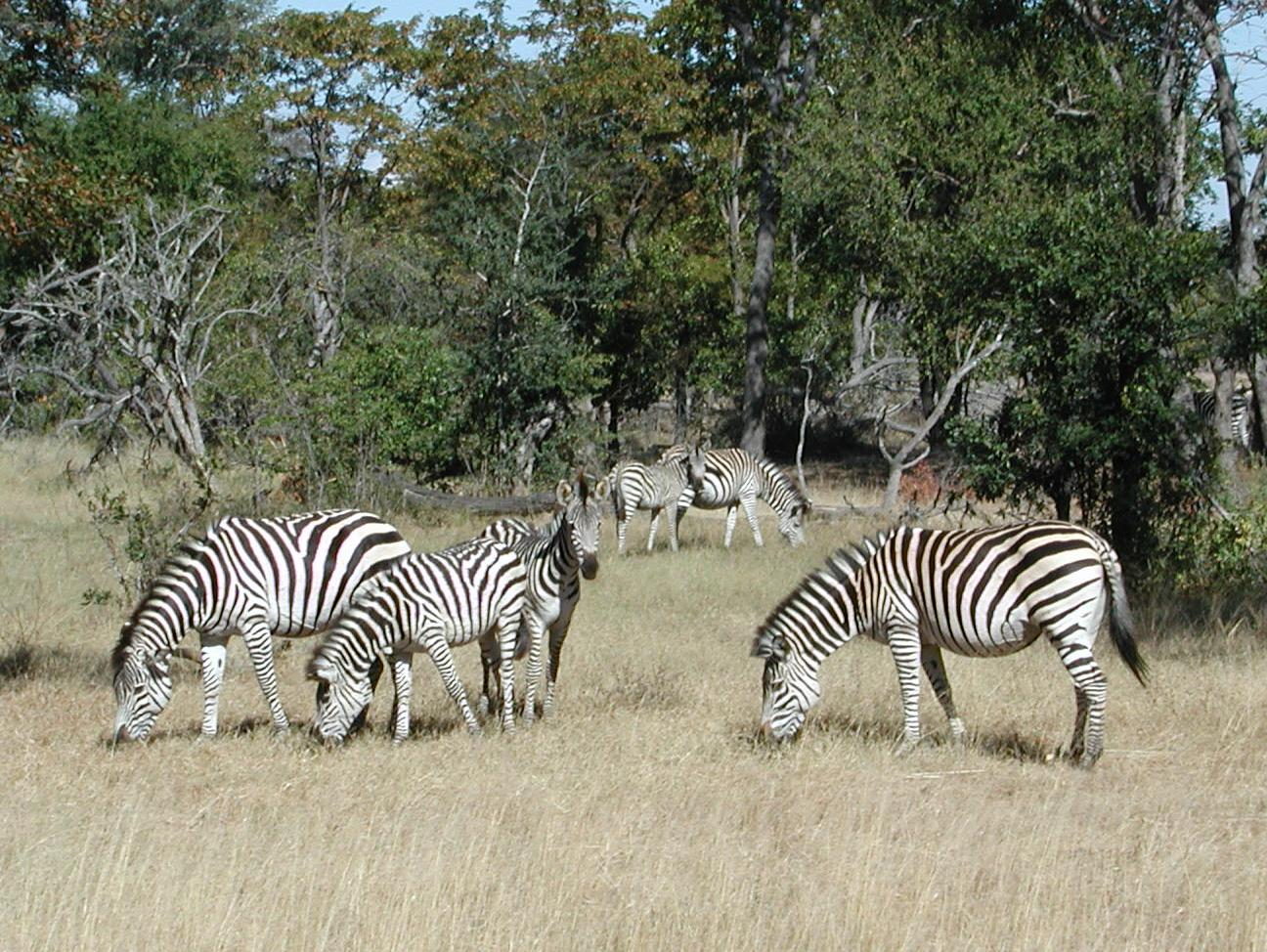
Зебри в заповіднику поблизу Замбезі

Велика кількість крокодилів; вони уникають місць зі швидким плином і більше люблять широкі и повільні ділянки та затони і заплави річок. Ці місця також полюбляють бегемоти, які живуть тут величезними стадами. Подекуди також часто зустрічаються варани.
Ліси та заливні полонини річок надають притулок багатьом крупним ссавцям. Особливе різноманіття тварин спостерігається тут в сухий сезон, коли до річки у пошуках водопою сходяться тварини з довколишньої савани. Слони живуть удовж всієї долини Замбезі, особливо численні вони на полонині Сешеке і біля злиття Замбезі з Луангвою. Також тут є буйволи, антилопи канна, куду, імпала, дукер і бушбок, зебри, жирафи, водяні і болотні козли, бородавочники. Леви живуть в національному парку Вікторія-Фолз в Зімбабве і в деяких інших місцях удовж річки; зустрічаються, хоча і рідко, гепарди; леопардів можна зустріти переважно вночі як на полонинах, так і в ущелинах водоспаду Вікторія. Дрібні мавпи і бабуїни живуть по всьому регіону.
Також річки надають домівку багатому різноманіттю птахів, зокрема водяних, таких як пелікани і чаплі, а також багатьом орланам африканським.